# 2942 Корді
2942 Корді (2942 Cordie) — астероїд головного поясу, відкритий 29 січня 1932 року.
Тіссеранів параметр щодо Юпітера — 3,612.